# Electric Light Orchestra
Electric Light Orchestra (ELO) je britská rocková hudební skupina původem z Birminghamu. Působila zejména mezi lety 1971 a 1986, kdy vydala 11 řadových alb. Vrchol zaznamenala ve druhé půli 70. let, kdy patřila k nejúspěšnějším rockovým kapelám na světě. Frontmanem a autorem repertoáru kapely je Jeff Lynne, který skupinu obnovil v roce 2012. Poslední čtrnácté album From Out of Nowhere skupina vydala v roce 2019. Její hudební styl bývá označován jako symfonický rock. Vyznačuje se bohatou melodikou a instrumentací (elektrické kytary, syntezátory, smyčce) a „kosmickými“ motivy v designu i textech.

## Historie
Skupina vznikla v říjnu 1970 ve složení Roy Wood, Jeff Lynne a Bev Bevan (zbylí členové skupiny The Move). Po ne zcela úspěšném debutovém albu se Roy Wood rozhodl počátkem nahrávání druhého alba skupinu opustit a založil glamrockovou skupinu Wizzard. Vedení ELO se ujal sám Jeff Lynne a od původního poměrně experimentálního prog-rockového zvuku postupně posunul kapelu k uhlazenějšímu symfonickému rocku až popu, což se ukázalo jako velmi úspěšná strategie. Prvním albem nesoucím tento typický zvuk bylo konceptuální Eldorado (1974).
V polovině 70. let se ustálila „klasická sestava“ ve složení Lynne (psaní písní, kytara, hlavní zpěv), Bevan (bicí), Melvyn Gale (cello), Kelly Groucutt (baskytara, zpěv), Mik Kaminski (housle), Hugh McDowell (cello), Richard Tandy (klávesy) a Louis Clark (dirigent). Kapela v tomto období vydala svá vrcholná a velmi úspěšná alba Face The Music, A New World Record, Discovery a zejména dvojalbum Out of the Blue, a měla řadu celosvětových hitů.
Roku 1979 skupinu opustila „živá“ smyčcová sekce a byla nahrazena větším zapojením umělého syntezátorového zvuku. Zeštíhlená (nyní jen čtyřčlenná) kapela ve spolupráci s Olivií Newton-Johnovou a její kapelou nahrála soundtrack k muzikálu Xanadu – film byl propadák, ale ze stejnojmenné písně se stal hit.
Konceptuální deváté album Time (1981) bylo posledním větším úspěchem skupiny, jejíž tvorba následně upadla do málo nápaditého soft- a disco-rockového průměru, jen s ojedinělými hity. Po vydání alba Secret Messages odešel po neshodách baskytarista Groucutt a zbylé trio poté nahrálo ještě album Balance of Power, než se roku 1986 rozešlo. Už předtím se ale členové věnovali vlastním projektům – Lynne a Tandy se podíleli na soundtracku k filmu ELectric Dreams a Bev Bevan koncertoval s Black Sabbath. Na posledních, převážně charitativních koncertech ELO s nimi vystupovali i někteří bývalí členové kapely.
V roce 1989 Bev Bevan bez Jeffa Lynna (nicméně s jeho svolením) založil kapelu ELO Part II, v níž kromě jejich někdejšího dirigenta Clarka od roku 1991 působili také Kaminski, Groucutt a krátce i McDowell. Tato skupina se vracela ke klasickému zvuku ELO a hrála nejen novou vlastní tvorbu, ale i staré hity. Roku 2000, kdy Bevan odešel a Jeff Lynne odkoupil jeho podíl autorských práv na obchodní značce ELO, se skupina musela přejmenovat jen na The Orchestra (pod tímto názvem funguje dodnes (2020)). Lynne následně oživil značku ELO vydáním (v podstatě sólového) alba Zoom (nahraného za spolupráce mj. George Harrisona a Ringo Starra). Plánované koncertní turné však bylo z důvodu malého zájmu zrušeno.
V roce 2012 vyšlo kompilační album Mr. Blue Sky: The Very Best of Electric Light Orchestra, které obsahuje největší hity skupiny nově nahrané za přispění Richarda Tandyho, který jako jediný ze starých členů s Lynnem udržoval spolupráci (nahráli spolu i minimalistické živé verze hitů ELO jen v obsazení kytara, zpěv a klavír). Téhož roku byla od názvem Jeff Lynne's ELO opětovně obnovena koncertní činnost skupiny. V roce 2014 Jeff Lynne's ELO vydal koncertní DVD Live at Hyde Park a o rok později řadové (třinácté) album Alone In the Universe. V roce 2017 vyšlo koncertní DVD a 2CD Wembley or Bust. Roku 2019 Lynne vydal další řadové album From Out of Nowhere (na jedné nahrávce opět podílel Tandy), turné plánované na rok 2020 však bylo odloženo z důvodu pandemie nemoci COVID.

## Členové
- Jeff Lynne – zpěv, kytary, basová kytara, klávesy, bicí, violoncello, zpěv, (1970–1986, 2000–2001, od 2012 doposud)

### Bývalí členové
- Roy Wood – zpěv, kytara, basová kytara, cello, klarinet, hoboj, bicí, flétna, producent, skladatel (1970–1972)
- Bev Bevan – bicí, zpěv (1970–1986); (založil i ELO Part II)
- Steve Woolam – housle (1971)
- Bill Hunt – klávesy, francouzský roh, lovecký roh (1971–1972)
- Mike de Albuquerque – basová kytara, zpěv (1972–1974)
- Wilfred Gibson – housle (1972–1973)
- Colin Walker – cello (1972–1973)
- Mike Edwards – cello (1972–1975)
- Mik Kaminski – housle (1973–1979)
- Hugh McDowell – cello (1972-1979)
- Louis Clark – dirigent, klávesy (1974–1979, 1983)
- Kelly Groucutt – basová kytara, zpěv (1974–1983)
- Melvyn Gale – cello (1975–1979)
- Richard Tandy – klávesy, kytara (1972–1986, 2000–2001, 2012–2015)

## Diskografie
| No. | Album                                                  | Rok vydání      |
| --- | ------------------------------------------------------ | --------------- |
| 1.  | The Electric Light Orchestra (No Answer v USA)         | 1971 ('72, USA) |
| 2.  | ELO 2 (Electric Light Orchestra II nebo ELO II v USA)  | 1973            |
| 3.  | On the Third Day                                       | 1973            |
| 4.  | Eldorado, A Symphony by Electric Light Orchestra       | 1974            |
| 5.  | Face the Music                                         | 1975            |
| 6.  | A New World Record                                     | 1976            |
| 7.  | Out of the Blue                                        | 1977            |
| 8.  | Discovery                                              | 1979            |
|     | Xanadu – soundtrack, společně s Olivií Newton-Johnovou | 1980            |
| 9.  | Time                                                   | 1981            |
| 10. | Secret Messages                                        | 1983            |
| 11. | Balance of Power                                       | 1986            |
| 12. | Zoom                                                   | 2001            |
| 13. | Alone in the Universe                                  | 2015            |
| 14. | From Out of Nowhere                                    | 2019            |

## Největší hity
- Do Ya (původně nahrán The Move)
- 10538 Overture
- Mr. Radio
- Roll Over Beethoven (cover)
- Showdown
- Evil Woman
- Mr. Blue Sky
- Telephone Line
- Turn To Stone
- Confusion
- Last Train To London
- Xanadu (hlavní vokál Olivia Newton-Johnová)
- Hold On Tight
- Calling America
- All Over The World
- Don’t Bring Me Down
- Rock 'n' Roll Is King
- Alright
- When I Was A Boy